# چایتالی
چایتالی (به هندی: Chaitali) فیلمی محصول سال ۱۹۷۵ و به کارگردانی هریشیکش موکرجی است. در این فیلم بازیگرانی همچون درمندرا، سایرا بانو، پرادیپ کومار، آبی باتاچاریا ایفای نقش کرده‌اند.